# Gustav Schuft
Gustav Schuft, né le 16 juin 1876 à Berlin et mort le 8 février 1948 à Cottbus, est un gymnaste allemand, qui a remporté deux médailles d'or lors des Jeux olympiques d'été de 1896 à Athènes.
Schuft participe aux concours par équipes des barres parallèles et de la barre fixe remportant deux médailles d'or. Il a moins de réussite aux épreuves individuelles (cheval d'arçons, barres parallèles, barre fixe et saut de cheval), son classement n'est pas connu. 